# Ungernia trisphaera
Ungernia trisphaera là một loài thực vật có hoa trong họ Amaryllidaceae. Loài này được Bunge miêu tả khoa học đầu tiên năm 1875.